# La cabina (film 1973)
La cabina è un cortometraggio del 1973 diretto da Bruno Bozzetto. Il film ha ricevuto la medaglia d'argento al miglior cortometraggio al Festival del Cinema di Sitges.

## Trama
Un fotografo, passeggiando su una spiaggia apparentemente deserta, si imbatte in una cabina solitaria e misteriosa, dalla quale vede uscire diverse volte la stessa ragazza, in un susseguirsi che non sembra avere fine. Il comportamento della donna spinge il fotografo a entrare nella cabina, cadendo così in una trappola e rimanendo vittima della sua stessa voluttà.

## Produzione
La cabina si inserisce nel contesto dei cortometraggi dal vero diretti da Bruno Bozzetto e dal budget molto ridotto. Nato da una riflessione critica sul precedente cortometraggio, Oppio per oppio, il regista tenta di superarne i limiti principali: sul piano visivo, agli aspetti angusti dell'ambientazione chiusa e quasi claustrofobica vengono preferite le riprese all'aperto nei sabbioni di Venezia; sul piano stilistico, il film è più curato e le riprese sono frutto di un lavoro fatto su storyboard; sul piano comico, si cerca di emulare i registri di Buster Keaton e di ridurre l'aspetto macchiettistico e caricaturale dovuto alle tante esagerazioni nella mimica e nelle espressioni del volto del protagonista, interpretato in entrambi i casi da Maurizio Nichetti.